# Ekensbergs Varv
För andra betydelser, se Ekensberg.

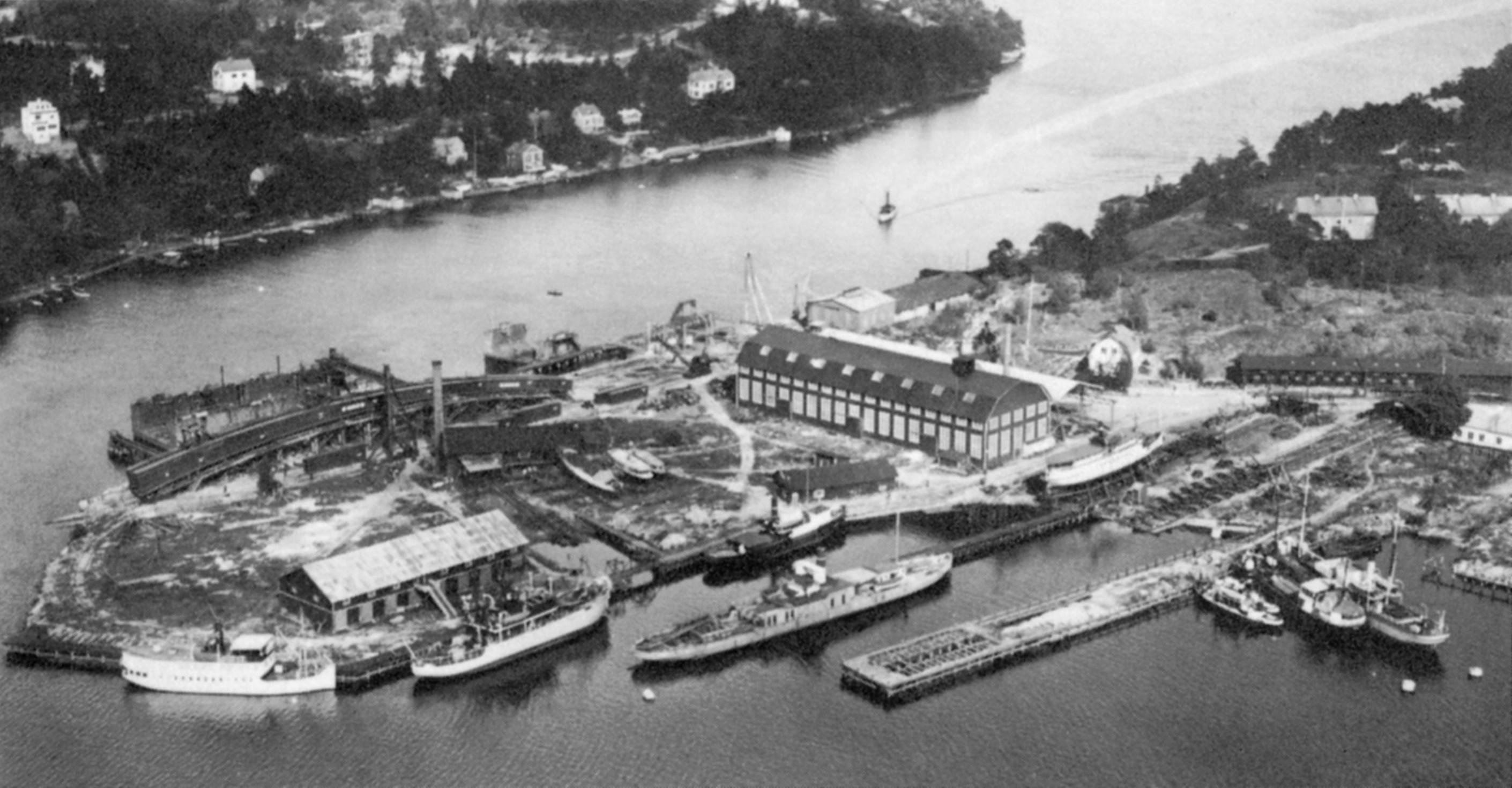
Ekensbergs varv, 1933. På stapelbädden syns två av Västerbrons bågspann under byggnad.

Ekensbergs Varv var en varvsindustri i stadsdelen Gröndal i Stockholm, belägen vid Mälaren på halvön mellan Mörtviken och Essingesundet. Verksamheten vid Ekensberg började 1873 och upphörde 1970.

## Historik

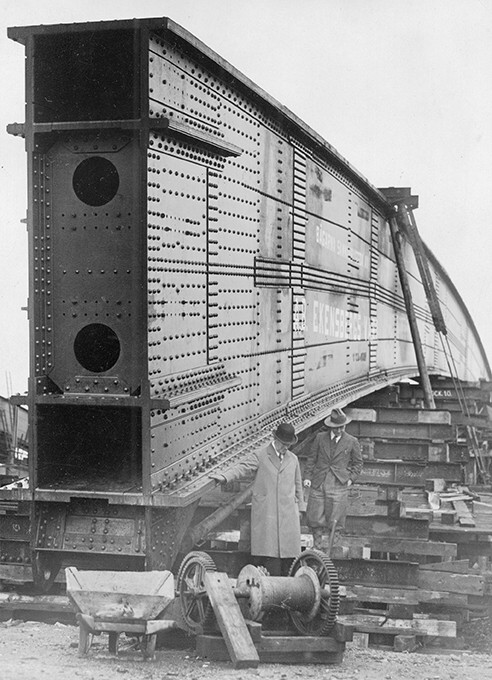
Stålbågar för Västerbron tillverkades på varvet.

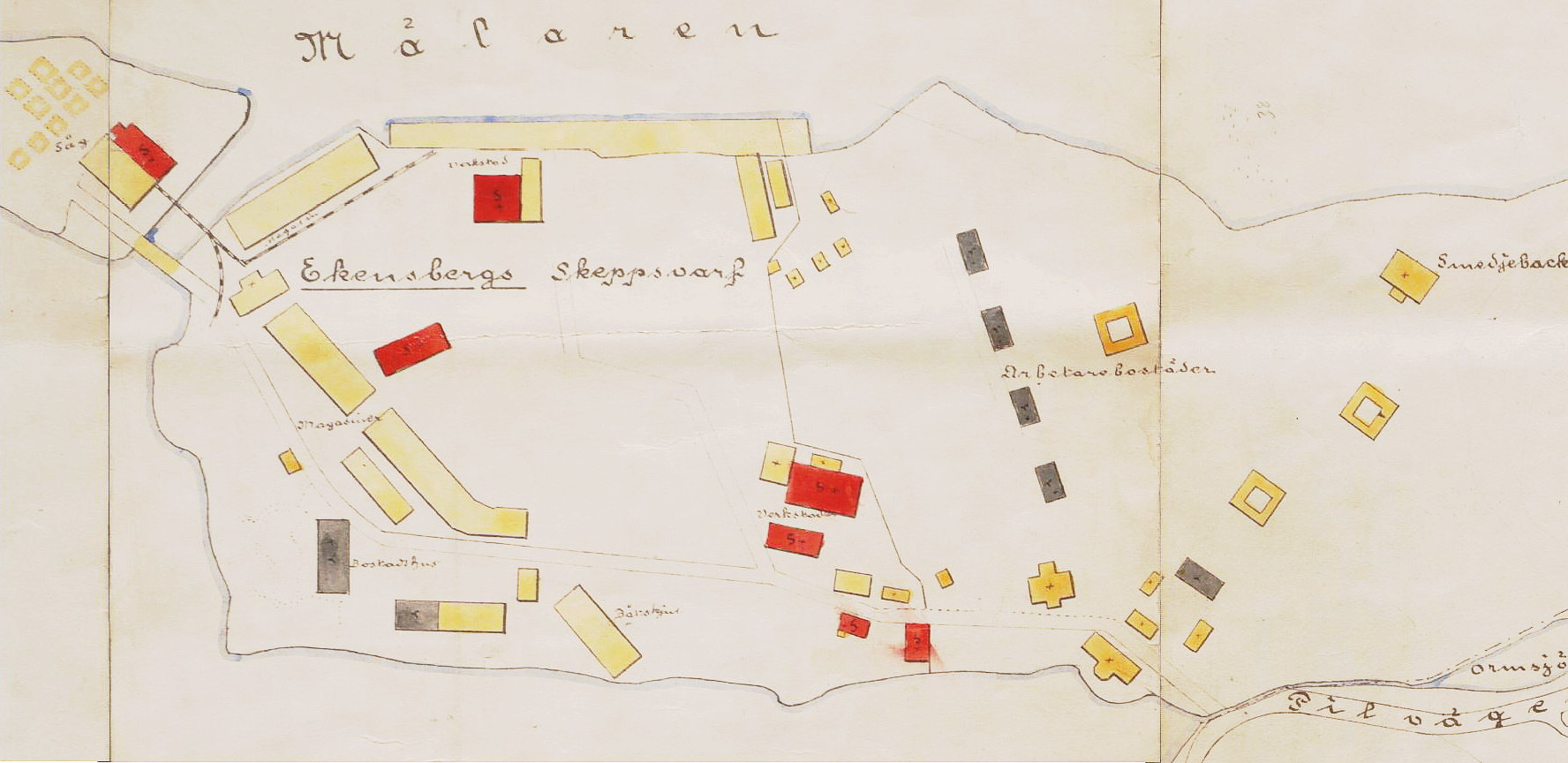
Varvsområdets byggnader 1906.

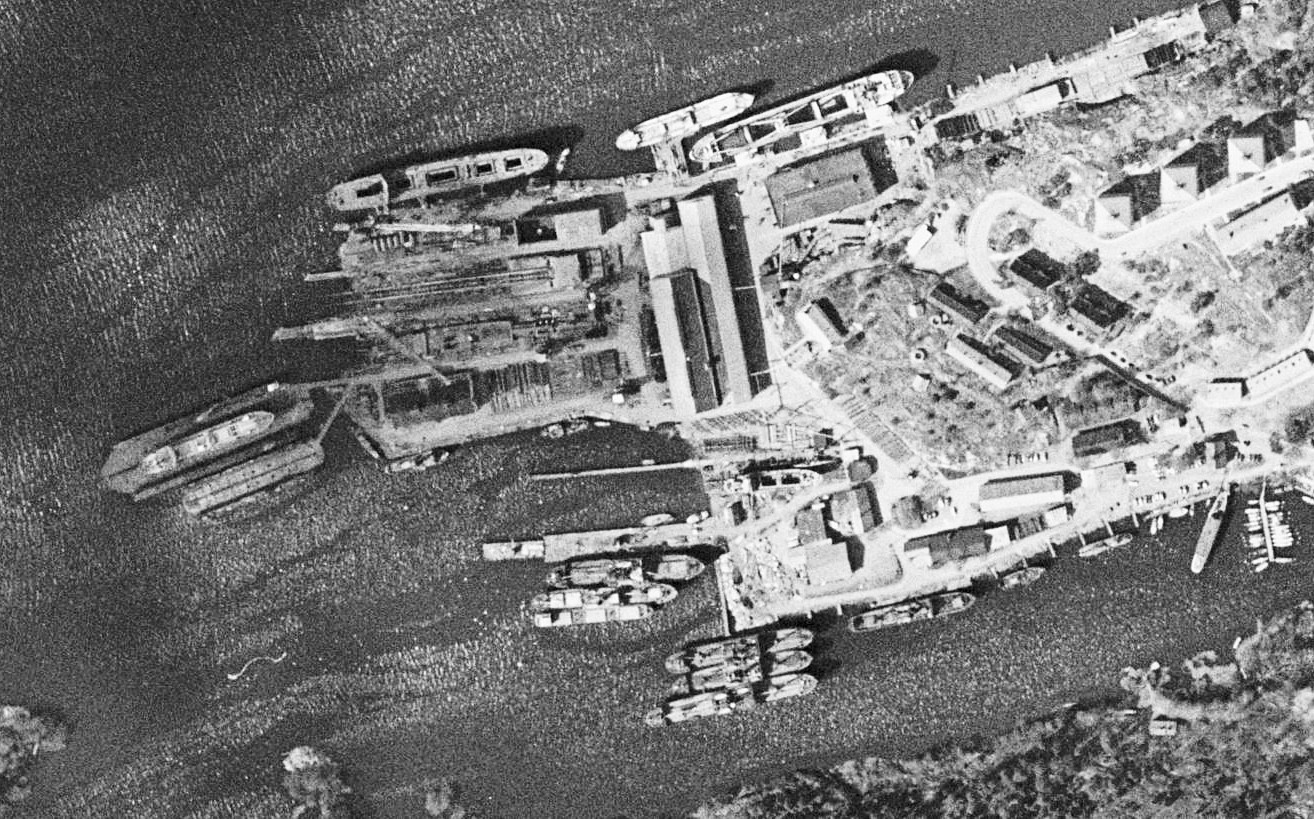
Varvsområdet på 1960-talet.

Ekensbergs varv anlades år 1873  i dåvarande Brännkyrka socken av Stockholms Transport- & Bogserings AB (bolaget, som även kallades Transportbolaget/TB, hade bildats 1870). Varvet startades ursprungligen för att tillgodose Transportbolagets egna behov, men efterhand började även andra företag anlita varvet och 1906 byggdes de första motorfartygen. Vid Ekensbergs varv anlades en slip, ångsåg, verkstäder samt arbetarbostäder.
Åren under första världskriget var goda år för varvet. Tiden därefter gick betydligt sämre med en i stort sett obefintlig orderingång. År 1924 gick Transportbolaget i konkurs och Stockholms Enskilda Bank gick in som ägare. Varvsverksamheten övertogs året därefter av ett nybildat bankägt bolag, AB Ekensbergs Varv. Varvet övertog samtidigt teknisk personal och arbetare, samt en stor kundkrets från Bergsunds Mekaniska Verkstad som trädde i likvidation 1924. 
Anläggningen utökades då med bland annat nya flytdockor, traverser, lyftkranar och en 120 meter lång monteringshall. För att finna sysselsättning utöver att bygga och reparera fartyg breddades verksamheten. Under början av 1930-talet byggdes exempelvis de stora järnkonstruktionerna för Västerbron, den största bågbron på sin tid i Sverige. Varvet deltog samtidigt även i byggandet av Tranebergsbron.
En viktig förutsättning för de stora investeringarna som genomförts vid varvet var att Hammarbyleden öppnats för trafik 1929. Därigenom fanns en större vattenväg ut till Östersjön - vilket behöves i takt med att fartygens tonnage ökade - än den vid Nils Ericsons sluss.
År 1942 köptes Ekensberg av Salénrederierna. I samband med detta utökades varvet med nya stapelbäddar, kajer, flytdockor, lyftkranar samt ny maskinell utrustning vid verkstäderna. Nu började varvets storhetstid och beställningar kom från bland annat Brasilien, Colombia, Frankrike och Sovjetunionen. I början 1950-talet arbetade 400 personer vid Ekensberg. År 1955 gjordes ett rekordbygge med kylfartyget M/S San Blas på 5 625 Dwt som levererades till Rederi AB Jamaica (rederiet ingick i Salénrederierna). Detta var det hittills största fartyg som någonsin byggts vid ett Stockholmsvarv. Redan 1959 överträffade varvet detta rekord då M/S Vimeira levererades (senare känd som M/S Star Altair) på 12860 Dwt.

## Historiska bilder

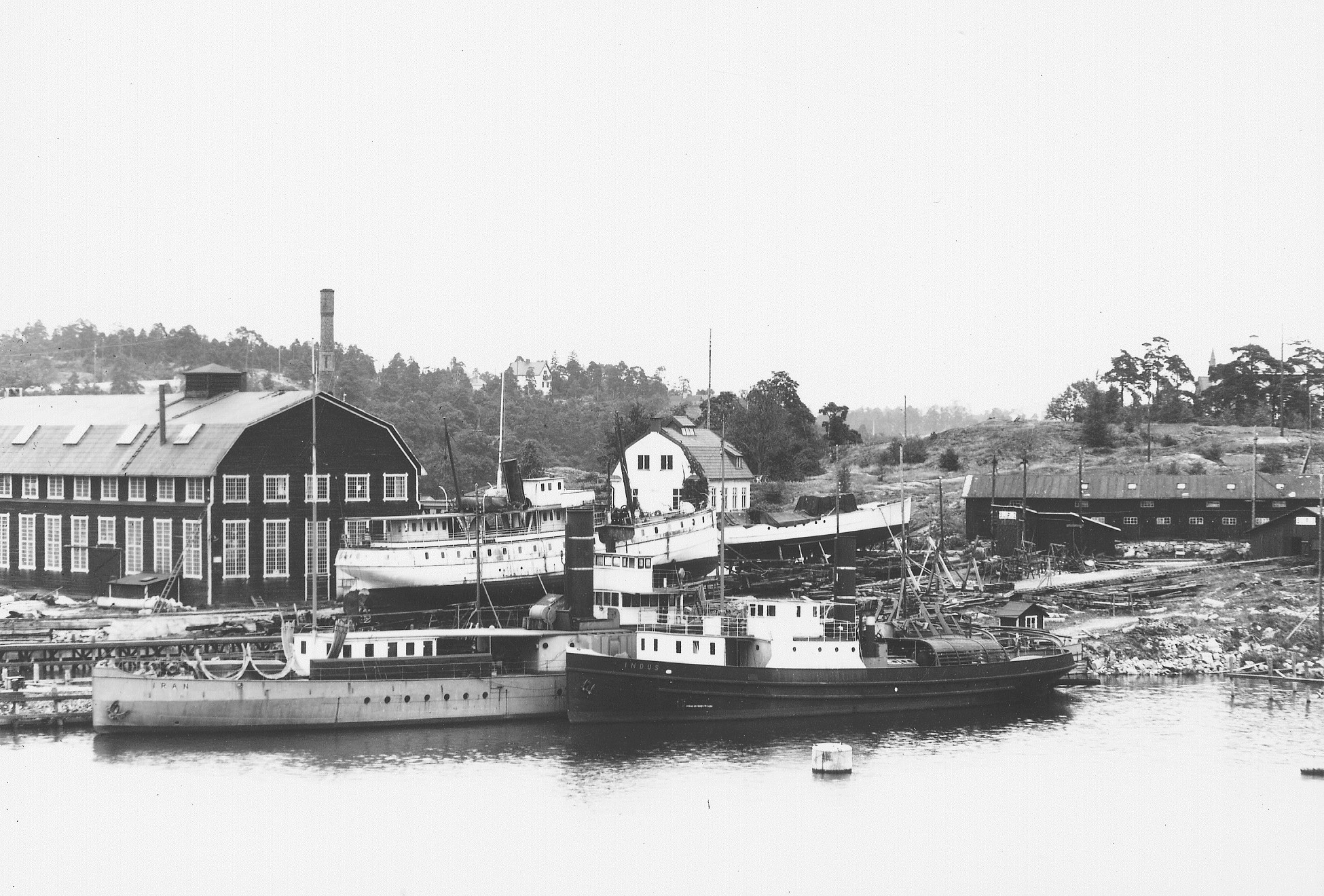
Stapelbädden 1931
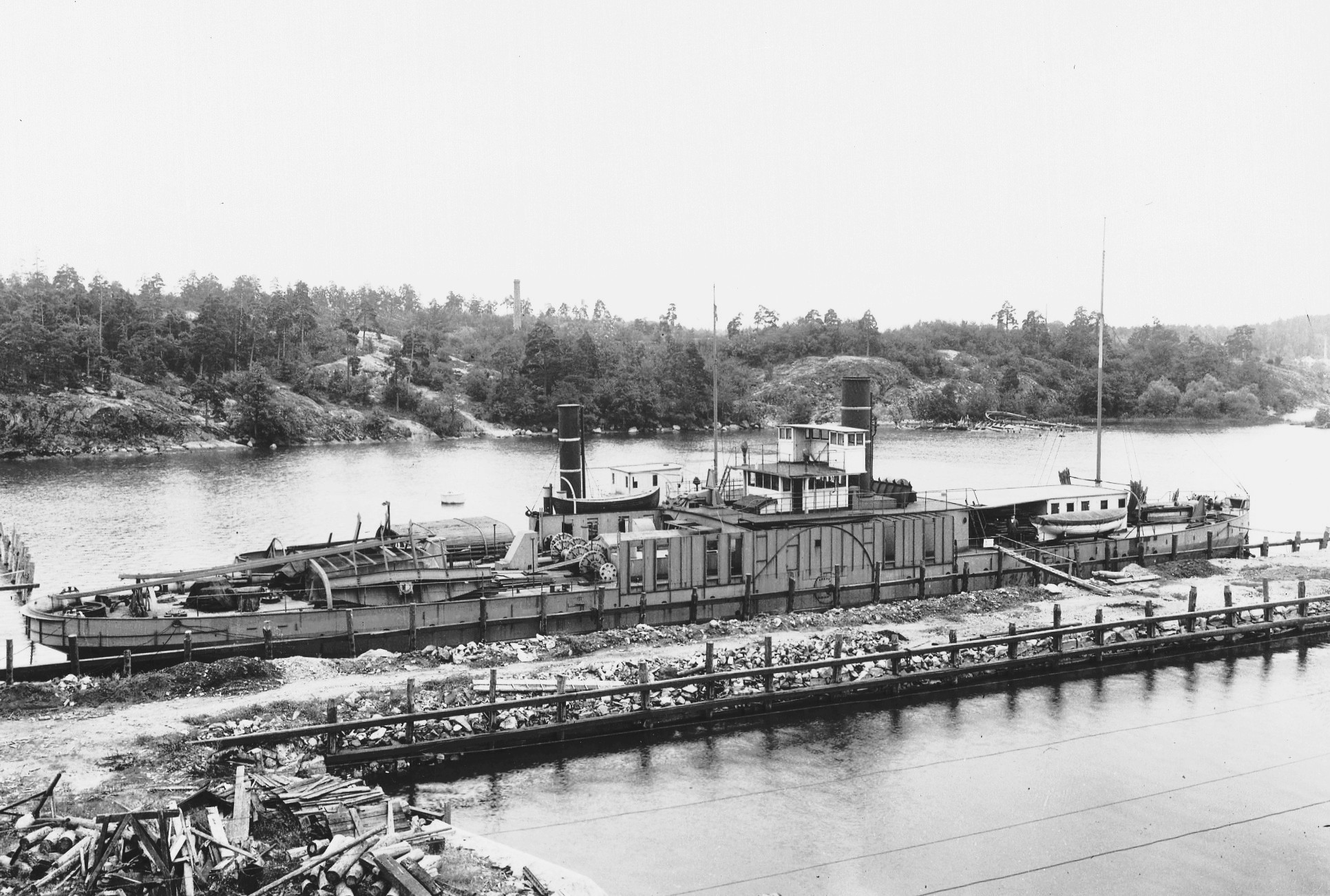
Varvsområdet 1931
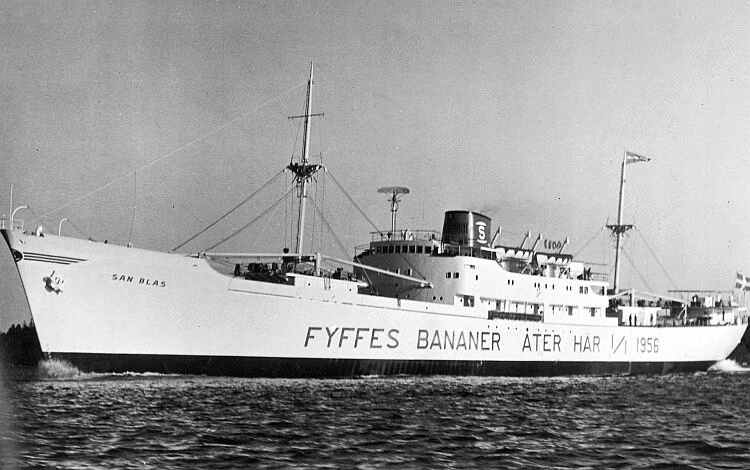
M/S San Blas, byggd 1955
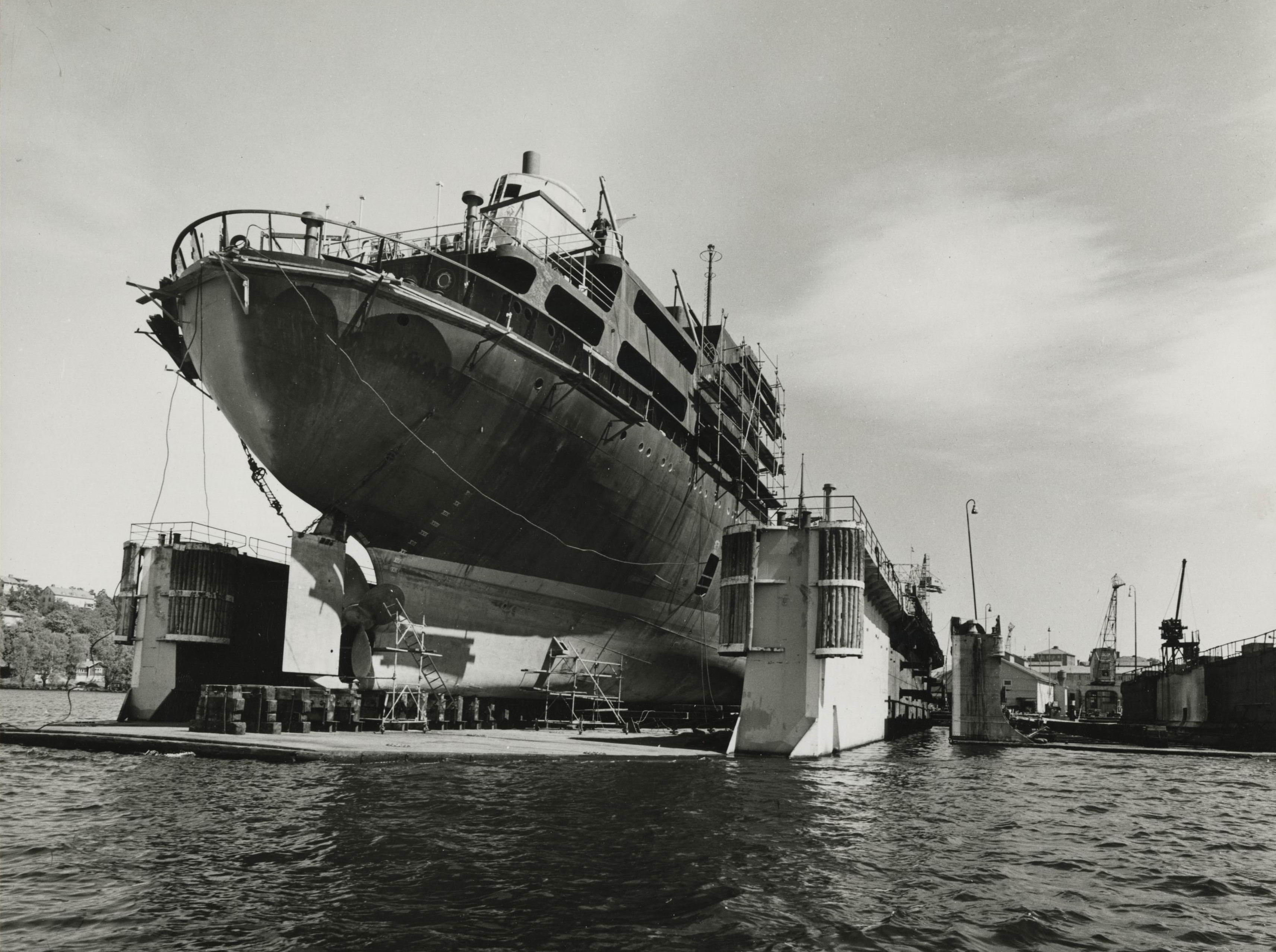
Nybygge i flytdockan 1957

## Avveckling

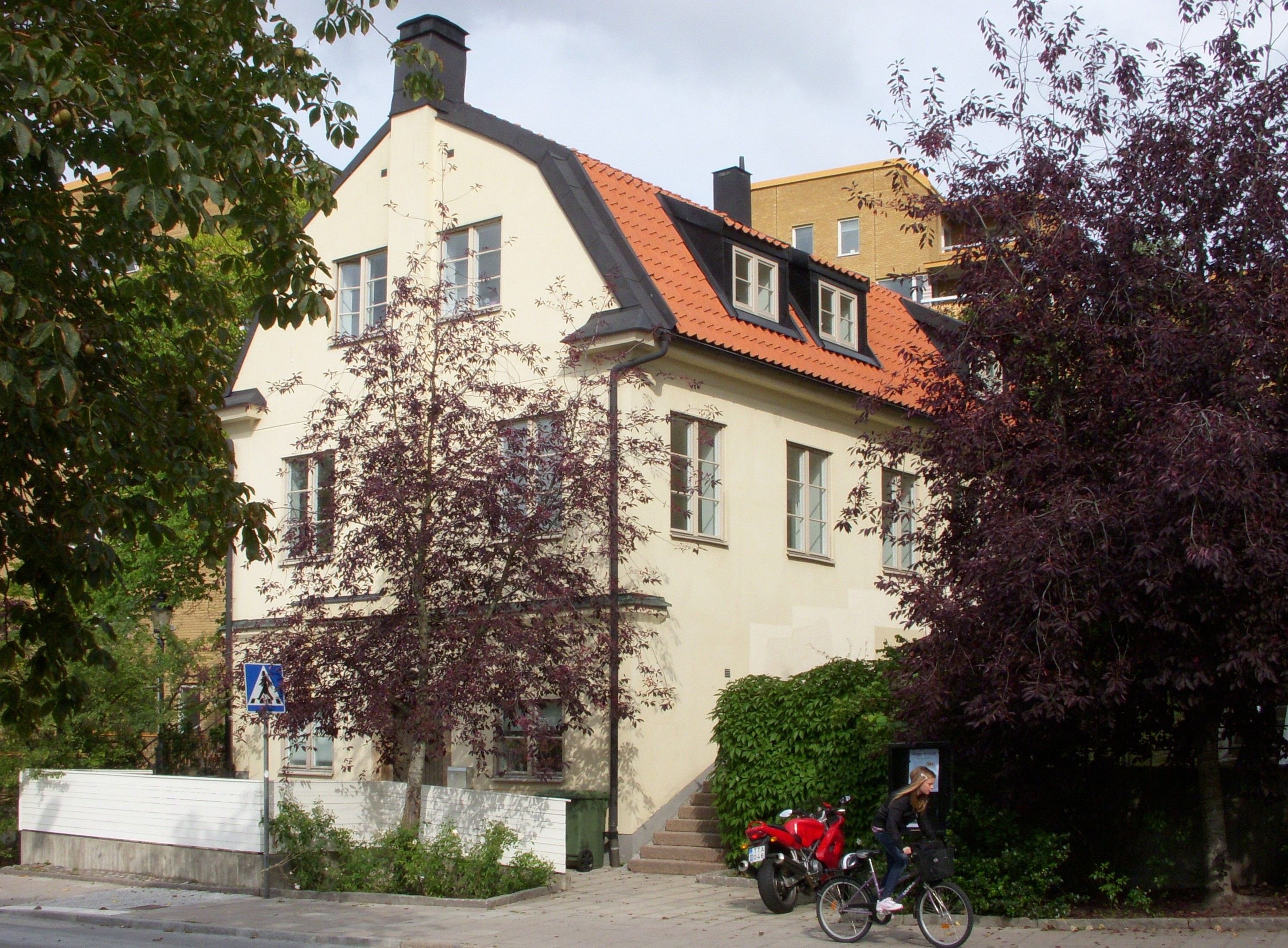
Ekensbergs värdshus, 2010.

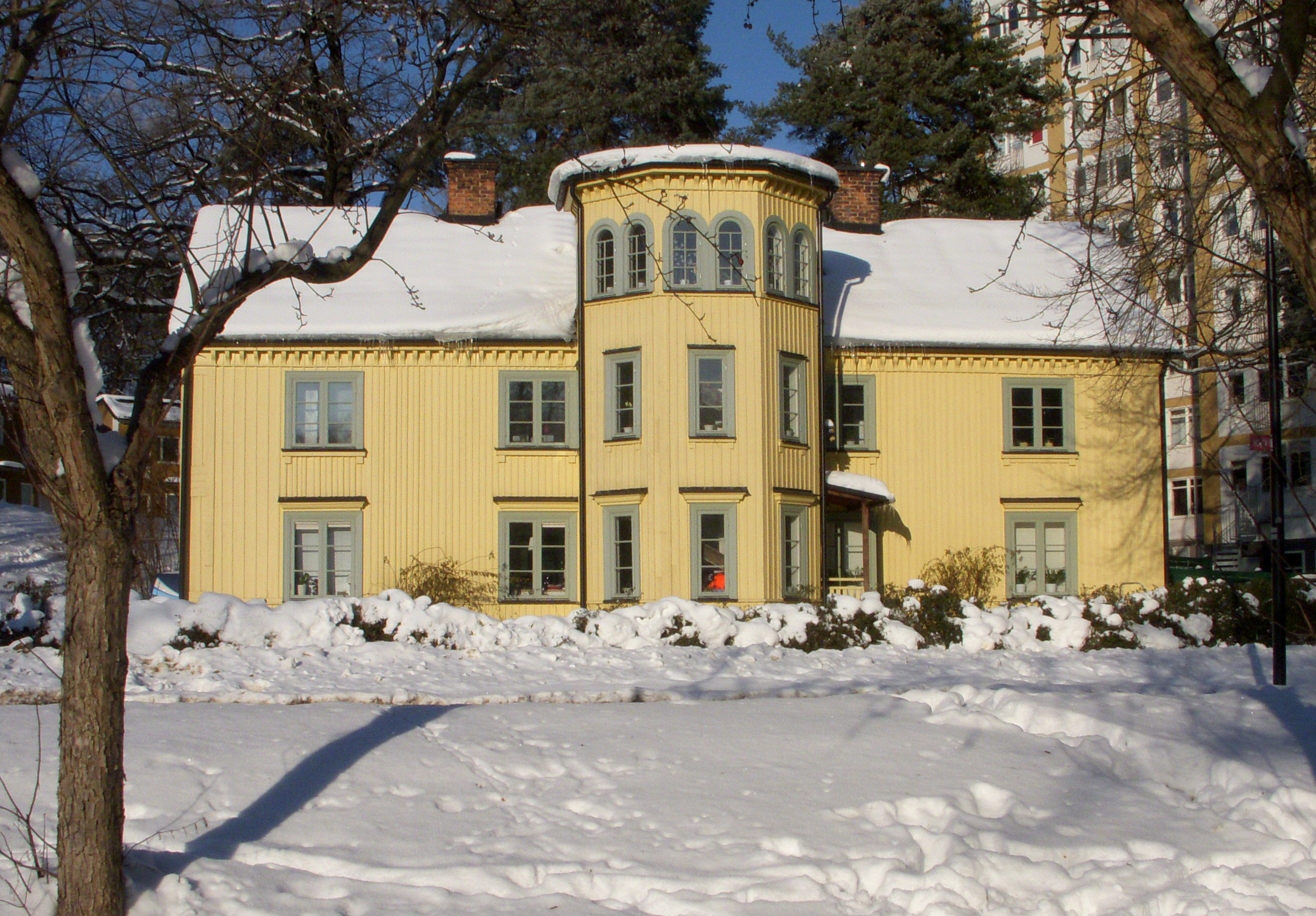
Gula villan, 2010.

Läget vid Mälaren blev med tiden ett allt större problem och passagen ut till Östersjön via Hammarbyleden eller Södertälje kanal satte gräns för produktion av större fartyg. När Salénrederierna år 1970 blivit ägare till Finnboda Varv, med bättre läge vid Stockholms inlopp i Nacka, upphörde verksamheten vid Ekensberg 1970. Varvsområdet köptes av Stockholms Stad 1972, som då påbörjade stadsplaneringen. Stadsplanen kv. Stapelbädden mm vann laga kraft i september 1978 och i början av 1980-talet bebyggdes det gamla varvsområdet med bostäder som ritades av Lars Brydes Arkitektkontor, byggherre var AB Stockholmshem (se Ekensberg, Stockholm). 
Idag påminner bland annat den gamla sjökrogen "Ekensbergs värdshus" från mitten av 1700-talet (troligen existerade byggnaden redan 1735) som var varvets kontor om den tidigare varvsepoken. Huset är ett av två som kvarstår från varvstiden och är k-märkt i gällande stadsplan. Den andra byggnaden från varvstiden är Gula villan vid slutet av Mörtviken. Villan var ursprungligen bostadshus för arbetare vid varvet och uppfördes troligen omkring 1880. Enligt uppgift ska huset tidigare ha stått inne på varvsområdet, men senare ha flyttats till sin nuvarande plats.
På vändplatsen i slutet av Gröndalsvägen ligger ett 392 kg tungt stockankare som bärgades 1998 ur Mörtviken och som härrör från varvstiden. Även några kvartersnamn som Ekensberg, Flytdockan, Stapelbädden och Bottenstocken berättar om gångna industritider.

## Byggda fartyg i urval
- Östkinds färja, 19323, varvsnr 165, senare ombyggd till passagerabåt, senare ombyggd till bogserbåt[10]
- M/S San Blas (1955), kylfartyg ("bananbåt")
- M/S Nordanvik, cementbulkfartyg för Cementa, varvsnr 223
- Fem fartyg med operanamn för Walleniusrederierna, varvsnr 231-235
- 1967 M/S Othello, varvsnr 235, för Wallenius, 3 660 ton dödvikt (sista nybygget)